# Campeonato Colombiano de Futebol Feminino
O Campeonato Colombiano de Futebol Feminino é a principal competição da Colômbia de futebol feminino. A equipe vencedora do campeonato garante vaga na Copa Libertadores da América. O Formas Íntimas é o maior campeão deste torneio que é organizado anualmente desde 2012. A partir de 2017 o torneio se profissionalizou, passando a contar com equipes da Liga BetPlay Dimayor.